# K
K je 11. písmeno latinské abecedy. Vzniklo z písmene κ (zvaného kappa) řecké abecedy. V klasické latině se toto písmeno používalo jen zcela výjimečně (psalo se C), jen jako určité zkratky a ve variantě pravopisu názvů Kalendae a Karthago.
- V češtině je k předložka.
- V matematice je k jedna z imaginárních jednotek kvaternionů.
- Ve fyzice
  - k je označení pro Boltzmannovu konstantu.
  - k je označení pro konstantu popisující tuhost pružiny v Hookově zákonu.
  - k je koňská síla, starší fyzikální jednotka výkonu mimo soustavu SI.
  - K je označení druhu mezonů (tzv. kaonů), které mají nenulovou podivnost a jejichž nejtěžším kvarkem/antikvarkem, kterým jsou spolutvořeny, je kvark s[2]
- V astronomii je K označení jedné ze spektrálních tříd hvězd.
- V soustavě SI
  - K je značka jednotky termodynamické teploty kelvin.
  - k je značka předpony soustavy SI pro 1000, kilo.
- V chemii
  - K je značka draslíku.
  - k je označení rovnovážné konstanty.
- V biochemii je K označení pro aminokyselinu lysin.
- Ve výživě je K vitamín – viz vitamín K.
- Na potravinách označuje K v kroužku, Ⓚ, košer jídlo certifikované organizací Organized Kashrut Laboratories (OK Labs). Různé obměny písmene K jsou často součástí značek i dalších organizací dozorujících kašrut.
- K je mezinárodní poznávací značka Kambodže.
- Na registrační značce znamená K Karlovarský kraj.
- V karetních hrách je K označení krále.
- V šachu je K označení krále.
- Za Rakouska-Uherska k. označovalo úřady uherské části monarchie – viz c. k.
- Zkratka pro protektorátní korunu v Protektorátu Čech a Moravy.
- Zkratka pro Československou korunu za druhé republiky.
- V radiokomunikaci je K jedním z prefixů volacích znaků vyhrazených pro USA.
- Používá se též k vyjádření souhlasu, k = ok → vzniklo z anglického ok.[3]
- V informatice a online hrách se používá jako označení řádu tisíců, tedy 1k = 1000.

V arménském písmu písmenu K odpovídá písmeno Կ (կ) (dle české výslovnosti bez přídechu) nebo písmeno Ք (ք) (dle anglické výslovnosti s přídechem).